# Lars Haukohl
Lars Martin Haukohl (født 18. maj 1984 i København) er en dansk atlet. Han er medlem Sparta Atletik.
Haukohl har en baggrund som ingeniør og har arbejdet som koncept- og UX-designer. Han har været administrerende direktør for The Impactful ApS, direktør og stifter af HauBakker-BissenKohl Holding ApS.

## Internationale ungdomsmesterskaber
- 2003 U20-NM Stangspring 5. plads 4,20
- 2001 Ungdoms-OL Stangspring 9. plads 4,40
- 2001 U21-NM Stangspring 5. plads 4,50

## Danske mesterskaber
- Sølv 2007 Stangspring-inde 4,70
- Bronze 2006 Stangspring-inde 4,50
- Guld 2005 Stangspring 4,55
- Sølv 2004 Stangspring-inde 4,50

## Personlig rekord
- Stangspring: 4,98 2005